# Cơ Lâm ni sư kim
Cơ Lâm (mất 310, trị vì 298-310), là quốc vương thứ 15 của Tân La, một trong Tam Quốc Triều Tiên. Ni sư kim (isageum) là một tước hiệu lãnh đạo vào thời kỳ đầu Tân La. Tam quốc sử ký (Samguk Sagi) thuật rằng ông là vương tôn hay là con của vương tôn của Trợ Bôn. Năm 308, ông đặt tên gọi cho vương quốc là Tân La (Silla). Trước đó, vương quốc được gọi là Tư Lô Quốc (Saro-guk) hay Từ La Phạt (Seorabeol).